# Bárður á Steig Nielsen
Bárður á Steig Nielsen (Vestmanna, 1972. április 16. –) feröeri üzletember és politikus, a Sambandsflokkurin tagja és 2015 óta elnöke. 2019 óta Feröer miniszterelnöke.

## Pályafutása
1993–2000 között a P/F Rasmussen og Weihe cégnél dolgozott, 2001-től pedig a Kollafjord Pelagic számviteli vezetője volt.

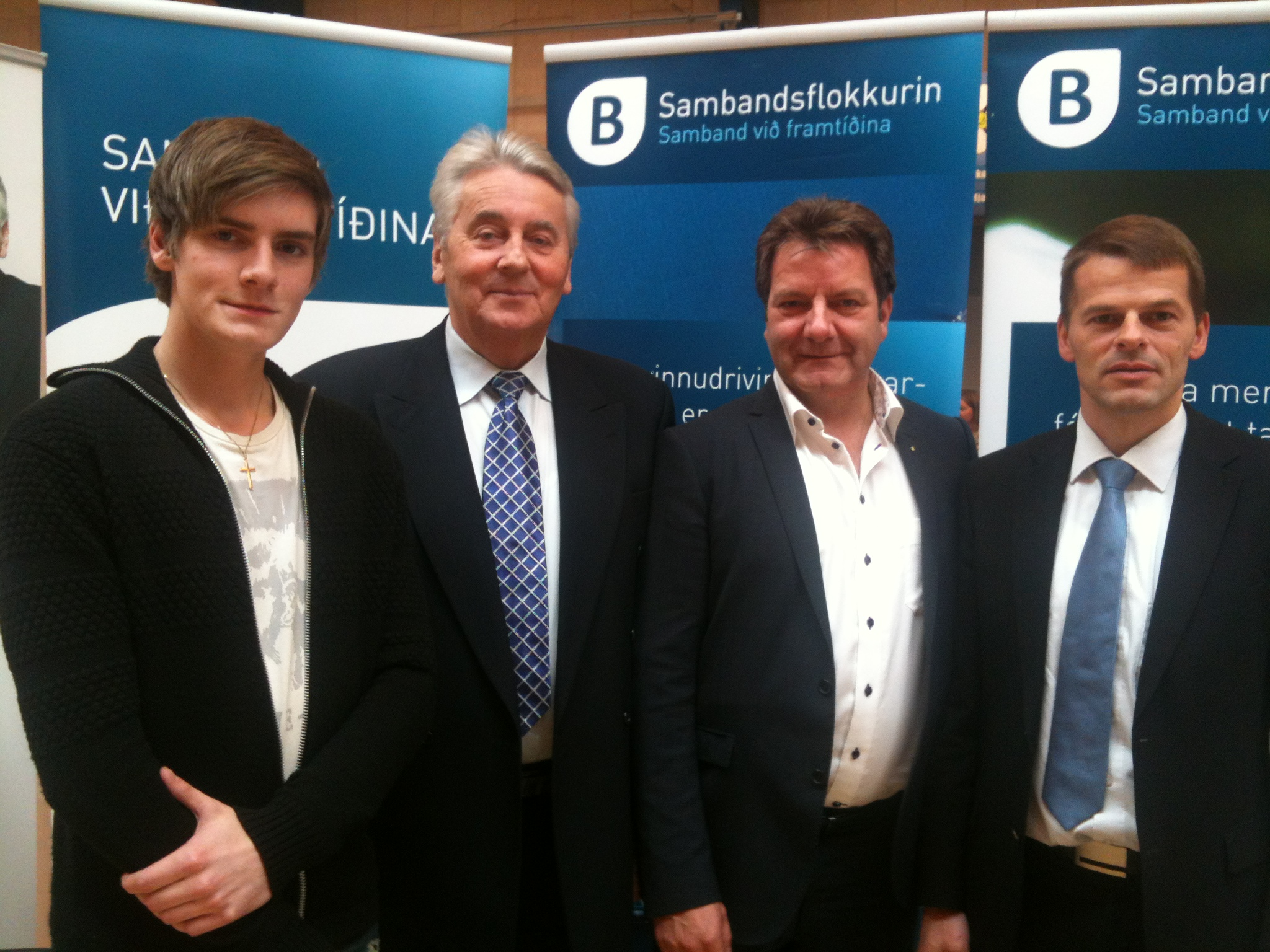
Párttársaival (Sambandsflokkurin) 2012-ben

2002-ben a Løgting tagja lett, majd 2004-ben nagy többséggel újraválasztották. Ugyanettől az  évtől pénzügyminiszter lett Jóannes Eidesgaard kormányában. 2007-ben lemondott, hogy a tórshavni Stórutjørn ingatlanfejlesztési projekt élére álljon, amely a legnagyobb Feröer történetében. 2009. február 10-én felmondott, mivel bizonytalanná vált a projekt finanszírozása. Azóta egy hoyvíki gépészeti műhely igazgatója.

## Magánélete
Szülei Gunnvá Winther és Bogi á Steig. Feleségével, a tórshavni származású Rakul Nielsennel együtt Vestmannában él.

## Fordítás
- Ez a szócikk részben vagy egészben a Bárður Nielsen című norvég Wikipédia-szócikk ezen változatának fordításán alapul.  Az eredeti cikk szerkesztőit annak laptörténete sorolja fel. Ez a jelzés csupán a megfogalmazás eredetét és a szerzői jogokat jelzi, nem szolgál a cikkben szereplő információk forrásmegjelöléseként.